# Duck Studios
Duck Studios fue una compañía de animación norteamericana fundada en 1972 y cerrado el 2015 y sucedido por Noble Animation.

## Directores
- Jamie Caliri
- Lane Nakamura[16]
- Jan Chen
- Screen Novelties
- Kompost
- Nina Paley
- Golden Lucky[17]
- Brooke Keesling[18]
- Docter Twins[19]
- Monkmus[20]
- Richard Borge
- Yellowshed
- Ben & Julia Studio[21]
- The Blackheart Gang aka Shy the Sun[14]